# Schubert Gambetta

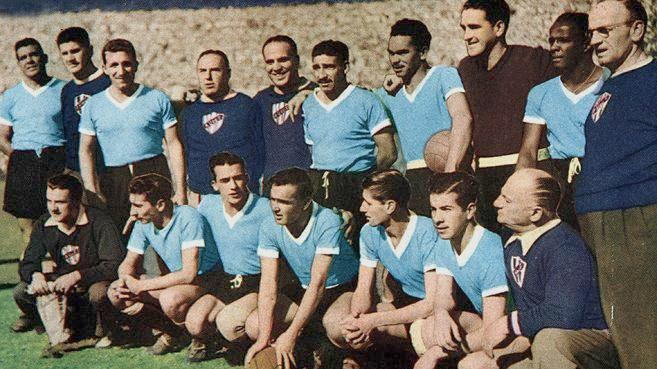
Equip de l'Uruguai del Mundial de 1050.

Schubert Gambetta (Montevideo, 14 d'abril de 1920 - ibídem, 9 d'agost de 1991) va ser un futbolista uruguaià, campió del món amb la selecció nacional del seu país a la Copa del Món de Futbol de 1950.

## Palmarès

### Club
- Campionat uruguaià: 10

Nacional de Montevideo: 1940, 1941, 1942, 1943, 1946, 1947, 1950, 1952, 1955, 1956.

### Internacional
- Campionat Sud-americà de seleccions:

Uruguai 1942.
- Copa del Món de Futbol:

Brasil 1950